# ناحیه کوکس
استان کوکِس (به آلبانیایی: Rrethi i Kukësit) یکی از استان‌های سی‌وشش‌گانه کشور آلبانی است.
جمعیت این استان در سال ۲۰۰۴ برابر با ۶۴ هزار نفر بود و مساحت آن ۹۵۶ کیلومتر.
مرکز این استان شهر کوکس است. این استان به خاطر هم‌مرزی با صربستان از دیدگاه راهبردی اهمیت دارد.
شهر قدیمی کوکس در پی ساخت یک سد در سال ۱۹۷۸ و بالا آمدن آب به زیر آب فرو رفت.